# 윤선생
윤선생은 대한민국의 영어 교육 전문 기업으로, 1980년 윤균(尹均, 1944년 ~ 2021년)이 "윤선생영어교실"이라는 이름으로 설립하였다.
설립 이후 학원, 공부방, 유아교육 쪽으로 사업 영역을 확장하여 "윤선생영어숲", "윤선생 우리집앞영어교실", "윤선생영어랑" 브랜드를 개발했다. 사업이 어느 정도 확장되자, 모 브랜드와 하위 브랜드의 구분을 명확히 하기 위해 "윤선생영어교실"에서 "윤선생"으로 모브랜드명을 변경하였으며, "윤선생영어교실"이란 이름은 현재 당사의 영어 방문 학습 브랜드의 이름으로 사용되고 있다. 
교재는 대부분 현대영어사에서 발행한다.

## 역대 슬로건
고1이 수능이다